# Katsuhisa Hōki
Katsuhisa Hōki, pseudonimo di Katsuaki Hōki (箒克朗?, Hōki Katsuaki) (宝亀克寿?, Hōki Katsuhisa; prefettura di Nagasaki, 30 ottobre 1946), è un doppiatore giapponese.
È meglio conosciuto per i suoi ruoli in Transformers: Armada (come Smokescreen) e in Higurashi no Naku Koro ni (come Teppai Hōjō).

## Doppiaggio

### Serie animate
- Batman (Rupert Thorne (seconda voce))
- Burst Angel (Ishihara)
- Cannon Busters (Re Bulgher)
- Code Geass: Lelouch of the Rebellion (Bartley Asprius)
- Death Note (Kiichirō Osoreda)
- Devil May Cry (prete cattolico)
- Donkey Kong Country (Kaptain Skurvy)
- Doraemon (Kaminari (terza voce))
- Fullmetal Alchemist: Brotherhood (Generale Raven)
- Hataraku maō-sama! (Olba Meyer)
- Higurashi no Naku Koro ni (Teppai Hōjō)
- I Simpson (preside Seymour Skinner)
- Kiba (Re Bakkam)
- Le avventure di Superman (Generale Hardcastle)
- Leone il cane fifone (Dottor Vindaloo, Sergeant, Le Quack)
- Lilo & Stitch (Moses Puloki)
- Mobile Suit Gundam SEED (Gerard Garcia)
- Naruto (Mōsō)
- One Piece (Gekko Moria, Jinbe (seconda voce))
- Pluto (Al Haft)
- Pokémon: Diamante e Perla (Oji-san)
- PPG Z (Santa Claus)
- Ruby Gloom (Skele-T)
- Shooting Star Rockman Tribe (Agame)
- Soul Eater (Rasputin)
- Tartarughe Ninja (Mozar)
- Slayers (Rodimus)

### Film d'animazione
- Alla ricerca della Valle Incantata (Topps (padre di Cera))
- Bee Movie (Lou Lo Duca)
- Dragon Ball Super: Broly (Paragas)
- Lilo & Stitch (Moses Puloki)
- Pokémon Ranger e il Tempio del Mare (Tab)
- One Piece Film: Red (Jimbei)

### Videogiochi
- .hack//G.U. Vol. 1//Rebirth (Grein)
- .hack//G.U. Vol. 2//Reminisce (Grein)
- .hack//G.U. Vol. 3//Redemption (Grein)
- BCV: Battle Construction Vehicles (Kazukiyo Danoura)
- Demon's Souls (Remake) (Re Allant)
- Dragon Quest XI S: Echi di un'era perduta - Edizione Definitiva (Dunstan)
- Killer Is Dead (TM-551)
- Max Payne (Deputy Police Chief Jim Bravura, Angelo Punchinello)
- Metroid: Other M (Colonnello)
- Mr Moskeeto (Kenichi)
- Muramasa: La spada demoniaca (Honen)
- Muramasa Rebirth (High Priest)
- Oddworld: Abe's Oddysee (Molluck)
- One Piece: Pirate Warriors (Jinbe)
- One Piece: Pirate Warriors 2 (Jinbe, Gekko Moria)
- One Piece: Pirate Warriors 3 (Gekko Moria, Jinbe)
- One Piece: Burning Blood (Gekko Moria, Jinbe)
- One Piece: Pirate Warriors 4 (Jinbe)
- One Piece Odyssey (Jinbe)
- Persona 5 Tactica (Ichiro Nakabachi)
- Ratchet & Clank (Idraulico)
- Ratchet & Clank 3 (Idraulico)
- Ratchet & Clank: Armi di distruzione (Capitano Slag, Idraulico)
- Ratchet & Clank: A spasso nel tempo (Idraulico)
- Sakura Wars (Tenkai)
- Sakura Wars: In Hot Blood (Tenkai)
- Tales of Zestiria (Landon)
- Wild Arms 5 (Bartholomew)

### Film e telefilm
- Agente 007 - Il domani non muore mai (Fuji TV edition) (Henry Gupta)
- Aliens - Scontro finale (TV Asahi edition del 2004) (Al Apone)
- Alien - La clonazione (TV edition) (General Perez)
- Armageddon - Giudizio finale (Fuji TV edition) (Jayotis Kurleenbear)
- Blade II (Eli Damaskinos)
- Cliffhanger - L'ultima sfida (Video e DVD edition) (Walter Wright)
- Cold Case (Detective Will Jeffries)
- Con Air (secondo doppiaggio) (Nathan 'Diamond Dog' Jones)
- Dal tramonto all'alba (Razor Charlie)
- Deep Rising - Presenze dal profondo (VHS edition) (Hanover)
- Die Hard - Duri a morire (Fuji TV edition) (Detective Joe Lambert)
- Dreamgirls (Marty Madison)
- Drunken Master 2 (Fu Wen-Chi)
- Freddy vs. Jason (DVD edition) (Sheriff Williams)
- Il collezionista di ossa (TV edition) (Detective Paulie Sellitto)
- Il sesto giorno (Robert Marshall)
- Il Signore degli Anelli - Il ritorno del re (Gothmog)
- Independence Day (TV edition) (Russell Casse)
- La battaglia dei tre regni (Zhang Fei)
- Lo specialista (DVD edition) (Joe Leon)
- Mars Attacks! (Video e DVD edition) (Byron Williams)
- Matrix (DVD edition) (Dozer)
- Men in Black (Poliziotto)
- Mighty Morphin Power Rangers (Professore)
- Mission: Impossible (TV Asahi edition) (Luther Stickell)
- Mission: Impossible 2 (TV edition) (Luther Stickell)
- Muppets Tonight (Polly)
- Nash Bridges (Bic Barry)
- Oz (Burr Redding)
- Payback - La rivincita di Porter (Nippon TV edition) (Detective Hicks)
- Predator 2 (DVD edition) (Re Willie)
- Shèdiāo Yīngxióngzhuàn (Hong Qigong)
- Stargate SG-1 (George Hammond)
- Starsky & Hutch (Capitano Harold Dobey)
- Still Crazy (Hughie)
- Street Fighter - Sfida finale (Video e DVD edition) (Zangief)
- The Closer (Provenza)
- The Day After Tomorrow - L'alba del giorno dopo (TV edition) (Frank Harris)